# Musiq Soulchild
 (août 2019).
Si vous disposez d'ouvrages ou d'articles de référence ou si vous connaissez des sites web de qualité traitant du thème abordé ici, merci de compléter l'article en donnant les références utiles à sa vérifiabilité et en les liant à la section « Notes et références ».
Musiq Soulchild, de son vrai nom Taalib Johnson, né le 16 septembre 1977 à Philadelphie, est un artiste de nu-soul/R&B américain.

## Biographie
Aîné d’une famille de neuf enfants, Musiq Soulchild, dont les influences musicales sont entre autres, James Brown et Patti La Belle, a participé à des mini-scènes durant son adolescence.

## Carrière musicale
Son premier album Aijuswanaseing (I Just Wanna Sing), enregistré dans les studios Touch of Jazz de Philadelphie, sort en 2000, recevant de bonnes critiques des professionnels comme du public. Son premier single Just Friends apparaît sur la BO du film Professeur Foldingue. Une année plus tard, il sort son second album, Juslisen (Just Listen). Les vidéos des deux singles Halfcrazy et Dontchange ont reçu une bonne exposition sur MTV2, aidant l’album à bien se vendre aux États-Unis.
En dehors d’être un artiste à succès, Musiq Soulchild est identifiable pour son indifférence aux règles de ponctuations ainsi qu’à l’orthographe, comme l’attestent ses noms d’albums et de singles.
En 2003 sort son 3e album, Soulstar, dont sont issus les singles Forthenight et Whoknows.
Le 13 mars 2007 est sorti le 4e album de Musiq Soulchild qui a remis la particule Soulchild à son nom de scène : Luvanmusiq, n°1 avec 149 000 copies écoulées la 1re semaine aux États-Unis. L'artiste avait également atteint le sommet du classement en 2002 avec son album Juslisen, vendu lui à plus de 260 000 exemplaires la 1re semaine.
Fin 2008, il sort On My Radio, dont sont extraits les singles Radio,  IfUleave et SoBeautiful.
Fin novembre 2009, 1 an après la sortie de son 5e album "On My Radio", une vidéo montre Musiq Soulchild en compagnie d'un producteur. Ceux-ci annonce que le chanteur rentre dans les studios pour son 6e album, prévu pour le printemps 2011.
Le 3 mai 2011, 3 ans après son dernier album "OnMyRadio", Musiq sort l'album "MusiqInTheMagiq".
Dans cet album figure notamment un duo avec Swizz Beatz : "Anything".

## Discographie

### Albums
- 2000 - Aijuswanaseing (Meilleure position au Billboard américain: #24 US)
- 2001 - Juslisen (#1 US)
- 2003 - Soulstar (Album de Musiq Soulchild) (#13 US)
- 2007 - Luvanmusiq (#1 US)
- 2008 - On My Radio (#11 US)
- 2009 - Christmas Musiq (Mini-album 7 titres)
- 2011 - Musiq In The Magiq

### Singles
- 2000 - Just Friends (#31 US)
- 2001 - Girlnextdoor (#85 US)
- 2001 - Love (#24 US)
- 2002 - Dontchange (#17 US)
- 2002 - Halfcrazy (#16 US)
- 2003 - Forthenight (#53 US)
- 2003 - Whoknows (#65 US)
- 2007 - B.U.D.D.Y (#36 US)
- 2007 - Teachme (#42 US)
- 2008 - Chocolate High (India.Arie feat. Musiq Soulchild)
- 2008 - Radio
- 2008 - IfUleave [feat. Mary J. Blige] (#71 US)
- 2009 - SoBeautiful (#84 US)

### Autres
- On peut entendre Musiq chanter Just Friends (Sunny) sur scène dans l'album One Nite Alone...Live! de Prince and The New Power Generation (2002).
- Dans sa chanson Jeune Demoiselle parue en 2006, la rappeuse française Diam's fait référence à Musiq : « Mon mec à moi, il a la voix de Musiq Soulchild...».